# Thesium symoensii
Thesium symoensii är en sandelträdsväxtart som beskrevs av A. Lawalrée. Thesium symoensii ingår i släktet spindelörter, och familjen sandelträdsväxter. Inga underarter finns listade i Catalogue of Life.